# Crennes-sur-Fraubée
Crennes-sur-Fraubée ist eine französische Gemeinde mit 197 Einwohnern (Stand: 1. Januar 2022) im Département Mayenne in der Region Pays de la Loire; sie gehört zum Arrondissement Mayenne und zum Kanton Villaines-la-Juhel. 

## Geographie
Crennes-sur-Fraubée liegt etwa 27 Kilometer ostnordöstlich von Mayenne und etwa 32 Kilometer westsüdwestlich von Alençon. Umgeben wird Crennes-sur-Fraubée von den Nachbargemeinden Villepail im Norden, Pré-en-Pail-Saint-Samson im Nordosten, Gesvres im Osten und Nordosten, Averton im Osten und Südosten, Villaines-la-Juhel im Süden, Le Ham im Westen sowie Javron-les-Chapelles im Nordwesten.

## Bevölkerungsentwicklung
| 1962                       | 1968 | 1975 | 1982 | 1990 | 1999 | 2006 | 2019 |
| -------------------------- | ---- | ---- | ---- | ---- | ---- | ---- | ---- |
| 238                        | 180  | 158  | 180  | 190  | 178  | 186  | 194  |
| Quellen: Cassini und INSEE |      |      |      |      |      |      |      |

## Sehenswürdigkeiten

Kirche Saint-Calais

- Kirche Saint-Calais